# Epidendrum intermixtum
Epidendrum intermixtum är en orkidéart som beskrevs av Oakes Ames och Charles Schweinfurth. Epidendrum intermixtum ingår i släktet Epidendrum och familjen orkidéer.
Artens utbredningsområde är Costa Rica. Inga underarter finns listade i Catalogue of Life.